# Circonscription de Adet
La circonscription de Adet est une des 135 circonscriptions législatives de l'État fédéré Amhara, elle se situe dans la Zone Ouest Godjam. Son représentant actuel est Gebru Alebachew Awdew.